# Мансьєль
Мансьє́ль (фр. Mancieulles) — колишній муніципалітет у Франції, у регіоні Гранд-Ест, департамент Мерт і Мозель. Населення — 1756 осіб (2011).
Муніципалітет був розташований на відстані близько 270 км на схід від Парижа, 28 км на північний захід від Меца, 70 км на північ від Нансі.

## Історія
До 2015 року муніципалітет перебував у складі регіону Лотарингія. Від 1 січня 2016 року належав до нового об'єднаного регіону Гранд-Ест.
1 січня 2017 року Мансьєль, Бріє i Манс було об'єднано в новий муніципалітет Валь-де-Бріє.

## Демографія
Динаміка населення (INSEE ):
Розподіл населення за віком та статтю (2006):
| Стать | Всього | До 15 років | 15-24 | 25-44 | 45-64 | 65-85 | Понад 85 |
| --- | ------ | ----------- | ----- | ----- | ----- | ----- | -------- |
| Чоловіки | 765    | 146         | 87    | 204   | 205   | 123   | 0        |
| Жінки | 785    | 129         | 64    | 185   | 201   | 190   | 16       |
| \| Статево-вікова піраміда \| Статево-вікова піраміда \| Статево-вікова піраміда \| \| ----------------------- \| ----------------------- \| ----------------------- \| \| Чоловіки \| Вік \| Жінки \| \| 0 \| 85 + \| 16 \| \| 28 \| 80-84 \| 28 \| \| 20 \| 75-79 \| 75 \| \| 51 \| 70-74 \| 59 \| \| 24 \| 65-69 \| 28 \| \| 32 \| 60-64 \| 36 \| \| 47 \| 55-59 \| 43 \| \| 51 \| 50-54 \| 63 \| \| 75 \| 45-49 \| 59 \| \| 47 \| 40-44 \| 28 \| \| 47 \| 35-39 \| 55 \| \| 63 \| 30-34 \| 51 \| \| 47 \| 25-29 \| 51 \| \| 40 \| 20-24 \| 32 \| \| 47 \| 15-20 \| 32 \| \| 40 \| 10-14 \| 43 \| \| 51 \| 5-9 \| 43 \| \| 55 \| 0-4 \| 43 \| |        |             |       |       |       |       |          |
| Статево-вікова піраміда |        |             |       |       |       |       |          |
| Чоловіки | Вік    | Жінки       |       |       |       |       |          |
| 0 | 85 +   | 16          |       |       |       |       |          |
| 28 | 80-84  | 28          |       |       |       |       |          |
| 20 | 75-79  | 75          |       |       |       |       |          |
| 51 | 70-74  | 59          |       |       |       |       |          |
| 24 | 65-69  | 28          |       |       |       |       |          |
| 32 | 60-64  | 36          |       |       |       |       |          |
| 47 | 55-59  | 43          |       |       |       |       |          |
| 51 | 50-54  | 63          |       |       |       |       |          |
| 75 | 45-49  | 59          |       |       |       |       |          |
| 47 | 40-44  | 28          |       |       |       |       |          |
| 47 | 35-39  | 55          |       |       |       |       |          |
| 63 | 30-34  | 51          |       |       |       |       |          |
| 47 | 25-29  | 51          |       |       |       |       |          |
| 40 | 20-24  | 32          |       |       |       |       |          |
| 47 | 15-20  | 32          |       |       |       |       |          |
| 40 | 10-14  | 43          |       |       |       |       |          |
| 51 | 5-9    | 43          |       |       |       |       |          |
| 55 | 0-4    | 43          |       |       |       |       |          |

## Економіка
2010 року серед 1060 осіб працездатного віку (15—64 років) 811 були активними, 249 — неактивними (показник активності 76,5%, у 1999 році було 68,6%). З 811 активних мешканців працювали 733 особи (394 чоловіки та 339 жінок), безробітними було 78 (38 чоловіків та 40 жінок). Серед 249 неактивних 71 особа була учнем чи студентом, 90 — пенсіонерами, 88 були неактивними з інших причин.

У 2010 році в муніципалітеті числилось 755 оподаткованих домогосподарств, у яких проживали 1782,5 особи, медіана доходів виносила 17 673 євро на одного особоспоживача